# 김혁 (1985년 10월)
김혁(한국 한자: 金赫, 1985년 10월 1일 ~ )은 대한민국의 전 축구 선수이며, 포지션은 수비수였다.